# Divya Bharti
Divya Bharti (25 de febrero de 1974 - 5 de abril de 1993) fue una actriz india que protagonizó películas en hindi, télugu y tamil a principios de la década de 1990. Conocida por su versatilidad de actuación, vivacidad y belleza, Bharti es considerada como la actriz india más popular y mejor pagada de su tiempo.
Bharti comenzó su carrera cinematográfica cuando era adolescente, mientras realizaba trabajos de modelaje pin-up. Hizo su debut con un papel principal con Venkatesh Daggubati en la película romántica de acción en télugu Bobbili Raja (1990) que permaneció como una película de gran éxito. Posteriormente apareció en Nila Pennae (1990), un drama en tamil que no tuvo éxito ni crítica ni financieramente. Bharti tuvo otro éxito comercial en télugu con la comedia romántica Rowdy Alludu (1991). Después de aparecer en películas de télugu, progresó al cine hindi en 1992 e hizo su debut como actriz con el thriller de acción Vishwatma (1992). La comedia de acción de Shola Aur Shabnam (1992), un éxito de taquilla, marcó un punto de inflexión en su carrera. Obtuvo más éxito con papeles protagónicos en el romance Deewana (1992), y ganó el Premio Filmfare al mejor debut femenino.
Bharti murió en abril de 1993, a los 19 años, después de caer desde el balcón de su departamento en Mumbai en circunstancias misteriosas.

## Primeros años y familia
Bharti nació en Bombay (actual Mumbai) el 25 de febrero de 1974 y sus padres fueron Om Prakash Bharti y Meeta Bharti. Tenía un hermano menor llamado Kunal y una media hermana Poonam, que era hija del primer matrimonio de Om Prakash Bharti. La actriz Kainaat Arora es su prima segunda.
Bharti hablaba hindi, inglés y maratí con fluidez. En sus primeros años, era conocida por su personalidad burbujeante y su aspecto de muñeca. Estudió en la escuela secundaria Maneckji Cooper en Juhu, Bombay. Bharti era una estudiante inquieta en la escuela y completó el noveno grado antes de seguir una carrera de actuación.

## Vida personal
Bharti conoció al director y productor Sajid Nadiadwala a través de Govinda en la filmación de Shola Aur Shabnam, y se casaron el 10 de mayo de 1992. Bharti y Nadiadwala se casaron en una ceremonia privada, con la presencia de su peluquera y amiga Sandhya, el esposo de Sandhya y un cadí en la residencia de los edificios Tulsi de Nadiadwala en Bombay. Se convirtió al islam después de su matrimonio y cambió su nombre a Sana Nadiadwala. El matrimonio se mantuvo en secreto debido a problemas familiares y también para salvaguardar la carrera cinematográfica de Bharti.

## Muerte
En las últimas horas de la noche del 5 de abril de 1993, Bharti se cayó de la ventana del balcón de su apartamento del quinto piso en Tulsi Buildings, Versova, Andheri (Mumbai). Cuando sus invitados Neeta Lulla, el esposo de Neeta, Shyam, la criada de Bharti, Amrita, y sus vecinos se dieron cuenta de lo que había sucedido, la llevaron de urgencia en una ambulancia al departamento de emergencias del Hospital Cooper, donde murió. La causa de la muerte fueron lesiones graves en la cabeza y hemorragias internas. Fue incinerada el 7 de abril de 1993 en el crematorio Vile Parle, Mumbai.
La razón de su caída fatal nunca se estableció y varias teorías circularon en los medios de comunicación. Algunas fuentes creen que fue un asesinato planificado, otras dicen que se cayó accidentalmente, mientras que otras dicen que estaba borracha, lo que la hizo caer. Su sirvienta, testigo, Amrita también murió dentro de un mes de la desafortunada desaparición de Bharti. Sin embargo, la investigación fue cerrada en 1998 por la policía de Mumbai con la conclusión de que fue una muerte accidental.

## Filmografía
| Año  | Título               | Papel                | Idioma | Notas                                                                              |
| ---- | -------------------- | -------------------- | ------ | ---------------------------------------------------------------------------------- |
| 1990 | Bobbili Raja         | Rani                 | Télugu | Debut como actriz                                                                  |
| 1990 | Nila Pennae          | Surya                | Tamil  |                                                                                    |
| 1991 | Rowdy Alludu         | Rekha                | Télugu |                                                                                    |
| 1991 | Naa Ille Naa Swargam | Lalitha              | Télugu |                                                                                    |
| 1991 | Assembly Rowdy       | Pooja                | Télugu |                                                                                    |
| 1992 | Vishwatma            | Kusum                | Hindi  | Debut en cine hindi                                                                |
| 1992 | Dil Ka Kya Kasoor    | Seema/Shalani Saxena | Hindi  |                                                                                    |
| 1992 | Andhaa Insaaf        | Payel                | Hindi  |                                                                                    |
| 1992 | Shola Aur Shabnam    | Divya Thapar         | Hindi  |                                                                                    |
| 1992 | Deewana              | Kaajal               | Hindi  | Filmfare al mejor debut femenino                                                   |
| 1992 | Jaan Se Pyaara       | Sharmila             | Hindi  |                                                                                    |
| 1992 | Balwaan              | Deepa                | Hindi  |                                                                                    |
| 1992 | Dushman Zamana       | Seema                | Hindi  |                                                                                    |
| 1992 | Dil Aashna Hai       | Laila / Sitara       | Hindi  |                                                                                    |
| 1992 | Geet                 | Neha                 | Hindi  |                                                                                    |
| 1992 | Chittemma Mogudu     | Chittemma            | Telugu |                                                                                    |
| 1992 | Dharma Kshetram      | Mythili              | Telugu |                                                                                    |
| 1993 | Dil Hi To Hai        | Bharati              | Hindi  |                                                                                    |
| 1993 | Kshatriya            | Tanvi Singh          | Hindi  | Último lanzamiento durante su vida                                                 |
| 1993 | Tholi Muddhu         | Divya                | Télugu | Lanzamiento póstumo; parcialmente completado por la actriz del sur de India Rambhā |
| 1993 | Rang                 | Kajal                | Hindi  | Lanzamiento póstumo                                                                |
| 1993 | Shatranj             | Renu                 | Hindi  | Último lanzamiento después de su muerte                                            |